# Danh sách di sản văn hóa Tây Ban Nha được quan tâm ở hạt Bages (tỉnh Barcelona)
Danh sách di sản văn hóa Tây Ban Nha được quan tâm ở hạt Bages (tỉnh Barcelona).

## Di tích theo thành phố

### A

#### Aguilar de Segarra
| Tên                                 | Dạng            | Địa điểm           | Tọa độ                                        | Số hồ sơ tham khảo? | Ngày nhận danh hiệu? | Hình ảnh                                      |
| ----------------------------------- | --------------- | ------------------ | --------------------------------------------- | ------------------- | -------------------- | --------------------------------------------- |
| Lâu đài Aguilar Segarra             | Di tích Lâu đài | Aguilar de Segarra | 41°44′32″B 1°37′16″Đ / 41,742278°B 1,621144°Đ | RI-51-0005168       | 08-11-1988           | Castillo de Aguilar de Segarra · Upload image |
| Lâu đài Castellar (Aguilar Segarra) | Di tích Lâu đài | Aguilar de Segarra | 41°43′42″B 1°38′58″Đ / 41,728246°B 1,649329°Đ | RI-51-0005169       | 08-11-1988           | Castillo de Castellar · Upload image          |

#### Artés
| Tên           | Dạng            | Địa điểm | Tọa độ                                        | Số hồ sơ tham khảo? | Ngày nhận danh hiệu? | Hình ảnh                         |
| ------------- | --------------- | -------- | --------------------------------------------- | ------------------- | -------------------- | -------------------------------- |
| Lâu đài Artés | Di tích Lâu đài | Artés    | 41°47′58″B 1°57′02″Đ / 41,799316°B 1,950434°Đ | RI-51-0005182       | 08-11-1988           | Castillo de Artés · Upload image |
| Masía Tháp    | Di tích Lâu đài | Artés    | 41°47′32″B 1°55′41″Đ / 41,792152°B 1,927931°Đ | RI-51-0005183       | 08-11-1988           | Masía las Torres · Upload image  |

#### Avinyó
| Tên          | Dạng         | Địa điểm | Tọa độ                                       | Số hồ sơ tham khảo? | Ngày nhận danh hiệu? | Hình ảnh                         |
| ------------ | ------------ | -------- | -------------------------------------------- | ------------------- | -------------------- | -------------------------------- |
| Tháp Soldado | Di tích Tháp | Avinyó   | 41°52′18″B 1°58′59″Đ / 41,87162°B 1,982932°Đ | RI-51-0005184       | 08-11-1988           | Torre del Soldado · Upload image |

### B

#### Balsareny
| Tên                                                   | Dạng                                | Địa điểm  | Tọa độ                                        | Số hồ sơ tham khảo? | Ngày nhận danh hiệu? | Hình ảnh                              |
| ----------------------------------------------------- | ----------------------------------- | --------- | --------------------------------------------- | ------------------- | -------------------- | ------------------------------------- |
| Lâu đài Balsareny (También figura como RI-51-0005349) | Di tích Lâu đài                     | Balsareny | 41°52′15″B 1°52′53″Đ / 41,87077°B 1,881454°Đ  | RI-51-0005195       | 08-11-1988           | Castillo de Balsareny · Upload image  |
| Đồn San Mauricio                                      | Di tích Kiến trúc phòng thủ Lâu đài | Balsareny | 41°52′04″B 1°52′15″Đ / 41,867909°B 1,870782°Đ | RI-51-0005196       | 08-11-1988           | Fortín de San Mauricio · Upload image |
| Đồn Sota Lâu đài (Đồn Torreta)                        | Di tích Lâu đài                     | Balsareny | 41°52′14″B 1°52′49″Đ / 41,870426°B 1,880385°Đ | RI-51-0005197       | 08-11-1988           | Upload image                          |

### C

#### Calders
| Tên             | Dạng            | Địa điểm | Tọa độ                                        | Số hồ sơ tham khảo? | Ngày nhận danh hiệu? | Hình ảnh                           |
| --------------- | --------------- | -------- | --------------------------------------------- | ------------------- | -------------------- | ---------------------------------- |
| Lâu đài Calders | Di tích Lâu đài | Calders  | 41°46′50″B 1°59′35″Đ / 41,780511°B 1,992947°Đ | RI-51-0005221       | 08-11-1988           | Castillo de Calders · Upload image |

#### Callús, Barcelona
| Tên            | Dạng            | Địa điểm          | Tọa độ                                        | Số hồ sơ tham khảo? | Ngày nhận danh hiệu? | Hình ảnh                          |
| -------------- | --------------- | ----------------- | --------------------------------------------- | ------------------- | -------------------- | --------------------------------- |
| Lâu đài Callús | Di tích Lâu đài | Callús, Barcelona | 41°47′39″B 1°46′46″Đ / 41,794167°B 1,779444°Đ | RI-51-0005227       | 08-11-1988           | Castillo de Callús · Upload image |

#### Cardona
| Tên                         | Dạng                 | Địa điểm | Tọa độ                                        | Số hồ sơ tham khảo? | Ngày nhận danh hiệu? | Hình ảnh                                    |
| --------------------------- | -------------------- | -------- | --------------------------------------------- | ------------------- | -------------------- | ------------------------------------------- |
| Casco antiguo Cardona       | Khu phức hợp lịch sử | Cardona  | 41°54′50″B 1°40′52″Đ / 41,913791°B 1,681167°Đ | RI-53-0000426       | 20-01-1992           | Casco Antiguo de Cardona · Upload image     |
| Lâu đài Cardona             | Di tích Lâu đài      | Cardona  | 41°54′52″B 1°41′08″Đ / 41,914425°B 1,685558°Đ | RI-51-0005236       | 23-01-1992           | Castillo de Cardona · Upload image          |
| Nhà thờ San Vicente Cardona | Di tích Nhà thờ      | Cardona  | 41°54′52″B 1°41′11″Đ / 41,914356°B 1,686288°Đ | RI-51-0000442       | 03-06-1931           | Iglesia de San Vicente · Upload image       |
| Cổng Graells                | Di tích Tường thành  | Cardona  | 41°54′56″B 1°40′57″Đ / 41,915645°B 1,682485°Đ | RI-51-0005237       | 08-11-1988           | Murallas y Puerta de Graells · Upload image |
| Tháp Meer                   | Di tích Tháp         | Cardona  | 41°54′37″B 1°40′26″Đ / 41,910258°B 1,673983°Đ | RI-51-0005238       | 08-11-1988           | Torre de Meer · Upload image                |

#### Castellbell i el Vilar(Castellbell i el Vilar)
| Tên                 | Dạng            | Địa điểm               | Tọa độ                                        | Số hồ sơ tham khảo? | Ngày nhận danh hiệu? | Hình ảnh                               |
| ------------------- | --------------- | ---------------------- | --------------------------------------------- | ------------------- | -------------------- | -------------------------------------- |
| Lâu đài Castellbell | Di tích Lâu đài | Castellbell i el Vilar | 41°38′33″B 1°51′30″Đ / 41,642466°B 1,858321°Đ | RI-51-0005244       | 08-11-1988           | Castillo de Castellbell · Upload image |

#### Castellfollit del Boix(Castellfollit del Boix)
| Tên                        | Dạng            | Địa điểm               | Tọa độ                                        | Số hồ sơ tham khảo? | Ngày nhận danh hiệu? | Hình ảnh                                          |
| -------------------------- | --------------- | ---------------------- | --------------------------------------------- | ------------------- | -------------------- | ------------------------------------------------- |
| Lâu đài Castellfullit Boix | Di tích Lâu đài | Castellfollit del Boix | 41°40′07″B 1°42′17″Đ / 41,668473°B 1,704847°Đ | RI-51-0005358       | 08-11-1988           | Castillo de Castellfullit del Boix · Upload image |
| Lâu đài Grevolosa          | Di tích Lâu đài | Castellfollit del Boix | 41°41′14″B 1°41′11″Đ / 41,687344°B 1,686293°Đ | RI-51-0005359       | 08-11-1988           | Castillo de Grevolosa · Upload image              |
| Lâu đài Maians             | Di tích Lâu đài | Castellfollit del Boix | 41°38′15″B 1°42′12″Đ / 41,637591°B 1,703429°Đ | RI-51-0005360       | 08-11-1988           | Castillo de Maians · Upload image                 |

#### Castellgalí
| Tên                 | Dạng            | Địa điểm    | Tọa độ                                        | Số hồ sơ tham khảo? | Ngày nhận danh hiệu? | Hình ảnh                               |
| ------------------- | --------------- | ----------- | --------------------------------------------- | ------------------- | -------------------- | -------------------------------------- |
| Lâu đài Castellgalí | Di tích Lâu đài | Castellgalí | 41°40′42″B 1°50′39″Đ / 41,678456°B 1,844229°Đ | RI-51-0005363       | 08-11-1988           | Castillo de Castellgalí · Upload image |

#### Castellnou de Bages
| Tên                      | Dạng         | Địa điểm            | Tọa độ                                        | Số hồ sơ tham khảo? | Ngày nhận danh hiệu? | Hình ảnh                                       |
| ------------------------ | ------------ | ------------------- | --------------------------------------------- | ------------------- | -------------------- | ---------------------------------------------- |
| Lâu đài Castellnou Bages | Di tích Tháp | Castellnou de Bages | 41°51′04″B 1°49′48″Đ / 41,851038°B 1,830032°Đ | RI-51-0005364       | 08-11-1988           | Castillo de Castellnou de Bages · Upload image |

### E

#### L'Estany(L'Estany)
| Tên                          | Dạng            | Địa điểm | Tọa độ                                       | Số hồ sơ tham khảo? | Ngày nhận danh hiệu? | Hình ảnh                              |
| ---------------------------- | --------------- | -------- | -------------------------------------------- | ------------------- | -------------------- | ------------------------------------- |
| Tu viện Santa Maria l'Estany | Di tích Nhà thờ | L'Estany | 41°52′10″B 2°06′45″Đ / 41,86937°B 2,112568°Đ | RI-51-0000439       | 03-06-1931           | Iglesia de Santa María · Upload image |

### F

#### Fonollosa
| Tên            | Dạng         | Địa điểm                   | Tọa độ                                        | Số hồ sơ tham khảo? | Ngày nhận danh hiệu? | Hình ảnh                          |
| -------------- | ------------ | -------------------------- | --------------------------------------------- | ------------------- | -------------------- | --------------------------------- |
| Tháp Fals      | Di tích Tháp | Fonollosa Fals (Fonollosa) | 41°45′24″B 1°44′07″Đ / 41,756736°B 1,735182°Đ | RI-51-0005476       | 08-11-1988           | Torres de Fals · Upload image     |
| Tháp Fonollosa | Di tích Tháp | Fonollosa                  | 41°44′43″B 1°43′29″Đ / 41,74524°B 1,724845°Đ  | RI-51-0005477       | 08-11-1988           | Torre de Fonollosa · Upload image |

### G

#### Gaià(Gaià)
| Tên          | Dạng            | Địa điểm | Tọa độ                                        | Số hồ sơ tham khảo? | Ngày nhận danh hiệu? | Hình ảnh     |
| ------------ | --------------- | -------- | --------------------------------------------- | ------------------- | -------------------- | ------------ |
| Lâu đài Gayá | Di tích Lâu đài | Gaià     | 41°55′08″B 1°55′10″Đ / 41,918928°B 1,919571°Đ | RI-51-0005481       | 08-11-1988           | Upload image |

#### Sant Salvador de Guardiola(Sant Salvador de Guardiola)
| Tên         | Dạng                        | Địa điểm  | Tọa độ | Số hồ sơ tham khảo? | Ngày nhận danh hiệu? | Hình ảnh                   |
| ----------- | --------------------------- | --------- | ------ | ------------------- | -------------------- | -------------------------- |
| Cal Miralda | Di tích Kiến trúc phòng thủ | Guardiola |        | RI-51-0005680       | 08-11-1988           | Cal Miralda · Upload image |

### M

#### Manresa
| Tên                                                    | Dạng                | Địa điểm | Tọa độ                                        | Số hồ sơ tham khảo? | Ngày nhận danh hiệu? | Hình ảnh                                                   |
| ------------------------------------------------------ | ------------------- | -------- | --------------------------------------------- | ------------------- | -------------------- | ---------------------------------------------------------- |
| Casino Manresa                                         | Di tích Casino      | Manresa  | 41°43′38″B 1°49′24″Đ / 41,727269°B 1,823281°Đ | RI-51-0004409       | 14-02-1980           | Casino de Manresa · Upload image                           |
| Colegiata Vương cung thánh đường Santa María (Manresa) | Di tích Nhà thờ     | Manresa  | 41°43′19″B 1°49′39″Đ / 41,722056°B 1,827612°Đ | RI-51-0000430       | 03-06-1931           | Colegiata Basílica de Santa María (Manresa) · Upload image |
| Tòa nhà tăng cường Culla                               | Di tích Lâu đài     | Manresa  | 41°43′14″B 1°50′23″Đ / 41,720645°B 1,839795°Đ | RI-51-0005522       | 08-11-1988           | Edificio fortificado La Culla · Upload image               |
| Bảo tàng Comarcal Manresa                              | Di tích Bảo tàng    | Manresa  | 41°43′29″B 1°49′50″Đ / 41,724731°B 1,830486°Đ | RI-51-0001325       | 01-03-1962           | Museo Comarcal de Manresa · Upload image                   |
| Puente Viejo Manresa                                   | Di tích Cầu         | Manresa  | 41°43′15″B 1°49′48″Đ / 41,720721°B 1,830015°Đ | RI-51-0001253       | 23-12-1955           | Puente Viejo de Manresa · Upload image                     |
| Recinto amurallado Manresa                             | Di tích Tường thành | Manresa  | 41°43′18″B 1°49′38″Đ / 41,721672°B 1,827232°Đ | RI-51-0005521       | 08-11-1988           | Recinto amurallado de Manresa · Upload image               |
| Tàn tích pháo đài Puigterra                            | Di tích Lâu đài     | Manresa  | 41°43′41″B 1°49′35″Đ / 41,727949°B 1,826507°Đ | RI-51-0005523       | 08-11-1988           | Upload image                                               |

#### Monistrol de Montserrat
| Tên                        | Dạng         | Địa điểm                | Tọa độ                                        | Số hồ sơ tham khảo? | Ngày nhận danh hiệu? | Hình ảnh                                     |
| -------------------------- | ------------ | ----------------------- | --------------------------------------------- | ------------------- | -------------------- | -------------------------------------------- |
| Bastorre                   | Di tích Tháp | Monistrol de Montserrat | 41°36′33″B 1°50′42″Đ / 41,609121°B 1,845132°Đ | RI-51-0005546       | 08-11-1988           | La Bastorre · Upload image                   |
| Puente sobre río Llobregat | Di tích Cầu  | Monistrol de Montserrat | 41°36′38″B 1°50′49″Đ / 41,610671°B 1,846909°Đ | RI-51-0000449       | 03-06-1931           | Puente sobre el río Llobregat · Upload image |

#### Moyá(Moià)
| Tên                                               | Dạng             | Địa điểm | Tọa độ                                        | Số hồ sơ tham khảo? | Ngày nhận danh hiệu? | Hình ảnh                                         |
| ------------------------------------------------- | ---------------- | -------- | --------------------------------------------- | ------------------- | -------------------- | ------------------------------------------------ |
| Bảo tàng Rafael Casanova                          | Di tích Bảo tàng | Moyá     | 41°48′41″B 2°05′54″Đ / 41,811505°B 2,098294°Đ | RI-51-0010488       | 10-01-2000           | Casa natal de Rafael Casanova · Upload image     |
| Lâu đài Clará                                     | Di tích Lâu đài  | Moyá     | 41°49′13″B 2°04′49″Đ / 41,820278°B 2,080175°Đ | RI-51-0005540       | 08-11-1988           | Castillo de Clará · Upload image                 |
| Lâu đài Plana                                     | Di tích Lâu đài  | Moyá     | 41°48′09″B 2°06′13″Đ / 41,802529°B 2,103518°Đ | RI-51-0005541       | 08-11-1988           | Castillo de la Plana · Upload image              |
| Tòa nhà tăng cường Saiol Comtal (Tháp Capellanes) | Di tích Lâu đài  | Moyá     | 41°48′25″B 2°05′47″Đ / 41,80689°B 2,096282°Đ  | RI-51-0005542       | 08-11-1988           | Edificio fortificado Saiol Comtal · Upload image |

#### Mura, Barcelona
| Tên          | Dạng            | Địa điểm        | Tọa độ                                        | Số hồ sơ tham khảo? | Ngày nhận danh hiệu? | Hình ảnh                        |
| ------------ | --------------- | --------------- | --------------------------------------------- | ------------------- | -------------------- | ------------------------------- |
| Lâu đài Mura | Di tích Lâu đài | Mura, Barcelona | 41°41′51″B 1°59′40″Đ / 41,697405°B 1,994442°Đ | RI-51-0005559       | 08-11-1988           | Castillo de Mura · Upload image |

### N

#### Navàs(Navàs)
| Tên                    | Dạng            | Địa điểm | Tọa độ                                        | Số hồ sơ tham khảo? | Ngày nhận danh hiệu? | Hình ảnh     |
| ---------------------- | --------------- | -------- | --------------------------------------------- | ------------------- | -------------------- | ------------ |
| Castellot Castelladral | Di tích         | Navàs    |                                               | RI-51-0005562       | 08-11-1988           | Upload image |
| Lâu đài Castelladral   | Di tích Lâu đài | Navàs    | 41°53′56″B 1°46′47″Đ / 41,898961°B 1,779716°Đ | RI-51-0005560       | 08-11-1988           | Upload image |
| Lâu đài Mujal          | Di tích Lâu đài | Navàs    | 41°53′37″B 1°51′19″Đ / 41,893638°B 1,855287°Đ | RI-51-0005561       | 08-11-1988           | Upload image |

### R

#### Rajadell
| Tên              | Dạng            | Địa điểm | Tọa độ                                        | Số hồ sơ tham khảo? | Ngày nhận danh hiệu? | Hình ảnh                            |
| ---------------- | --------------- | -------- | --------------------------------------------- | ------------------- | -------------------- | ----------------------------------- |
| Lâu đài Rajadell | Di tích Lâu đài | Rajadell | 41°43′43″B 1°42′21″Đ / 41,728611°B 1,705833°Đ | RI-51-0005614       | 08-11-1988           | Castillo de Rajadell · Upload image |

#### El Pont de Vilomara i Rocafort(El Pont de Vilomara i Rocafort)
| Tên                          | Dạng            | Địa điểm                       | Tọa độ                                        | Số hồ sơ tham khảo? | Ngày nhận danh hiệu? | Hình ảnh                                          |
| ---------------------------- | --------------- | ------------------------------ | --------------------------------------------- | ------------------- | -------------------- | ------------------------------------------------- |
| Lâu đài Rocafort             | Di tích Lâu đài | El Pont de Vilomara i Rocafort | 41°42′59″B 1°55′31″Đ / 41,716389°B 1,925278°Đ | RI-51-0005596       | 08-11-1988           | Castillo de Rocafort · Upload image               |
| Nhà thờ Santa María Matadars | Di tích Nhà thờ | El Pont de Vilomara i Rocafort | 41°41′34″B 1°52′23″Đ / 41,692888°B 1,873053°Đ | RI-51-0000434       | 03-06-1931           | Iglesia de Santa María de Matadars · Upload image |

### S

#### Sallent(Sallent)
| Tên                      | Dạng            | Địa điểm | Tọa độ                                        | Số hồ sơ tham khảo? | Ngày nhận danh hiệu? | Hình ảnh                           |
| ------------------------ | --------------- | -------- | --------------------------------------------- | ------------------- | -------------------- | ---------------------------------- |
| Lâu đài Cornet           | Di tích Lâu đài | Sallent  | 41°51′58″B 1°55′01″Đ / 41,866011°B 1,917018°Đ | RI-51-0005627       | 08-11-1988           | Castillo de Cornet · Upload image  |
| Lâu đài Sallent          | Di tích Lâu đài | Sallent  | 41°49′05″B 1°54′10″Đ / 41,818172°B 1,902872°Đ | RI-51-0005626       | 08-11-1988           | Castillo de Sallent · Upload image |
| Khu dân cư íbero Cogulló | Khu khảo cổ     | Sallent  | 41°48′32″B 1°53′21″Đ / 41,808889°B 1,889083°Đ | RI-55-0000453       | 07-11-1995           | Upload image                       |
| Tháp Serrasanç           | Di tích Tháp    | Sallent  | 41°50′51″B 1°53′42″Đ / 41,847572°B 1,894915°Đ | RI-51-0005628       | 08-11-1988           | Torre de Serrasanç · Upload image  |

#### Santpedor(Santpedor)
| Tên                         | Dạng                | Địa điểm  | Tọa độ                                      | Số hồ sơ tham khảo? | Ngày nhận danh hiệu? | Hình ảnh     |
| --------------------------- | ------------------- | --------- | ------------------------------------------- | ------------------- | -------------------- | ------------ |
| Recinto amurallado Sampedor | Di tích Tường thành | Santpedor | 41°47′08″B 1°50′19″Đ / 41,785427°B 1,8387°Đ | RI-51-0005709       | 08-11-1988           | Upload image |

#### Sant Feliu Sasserra(Sant Feliu Sasserra)
| Tên            | Dạng                                | Địa điểm          | Tọa độ                                        | Số hồ sơ tham khảo? | Ngày nhận danh hiệu? | Hình ảnh                       |
| -------------- | ----------------------------------- | ----------------- | --------------------------------------------- | ------------------- | -------------------- | ------------------------------ |
| Lâu đài Cirera | Di tích Kiến trúc phòng thủ Lâu đài | San Felíu Saserra | 41°55′29″B 2°01′13″Đ / 41,924697°B 2,020171°Đ | RI-51-0005639       | 08-11-1988           | Upload image                   |
| Tháp Vilaclara | Di tích Kiến trúc phòng thủ Tháp    | San Felíu Saserra | 41°57′41″B 2°00′25″Đ / 41,961406°B 2,006833°Đ | RI-51-0005640       | 08-11-1988           | Torre Vilaclara · Upload image |

#### Sant Fruitós de Bages(Sant Fruitós de Bages)
| Tên                           | Dạng            | Địa điểm              | Tọa độ                                        | Số hồ sơ tham khảo? | Ngày nhận danh hiệu? | Hình ảnh                                         |
| ----------------------------- | --------------- | --------------------- | --------------------------------------------- | ------------------- | -------------------- | ------------------------------------------------ |
| Tu viện Sant Benet Bages      | Di tích Tu viện | Sant Fruitós de Bages | 41°44′33″B 1°53′57″Đ / 41,742634°B 1,899249°Đ | RI-51-0000436       | 03-06-1931           | Monasterio de Sant Benet de Bages · Upload image |
| Tháp Guaita (Tháp San Martín) | Di tích Tháp    | Sant Fruitós de Bages | 41°45′23″B 1°52′40″Đ / 41,756391°B 1,877707°Đ | RI-51-0005641       | 08-11-1988           | Torre de Guaita · Upload image                   |

#### Sant Joan de Vilatorrada(Sant Joan de Vilatorrada)
| Tên            | Dạng            | Địa điểm                 | Tọa độ                                        | Số hồ sơ tham khảo? | Ngày nhận danh hiệu? | Hình ảnh                                        |
| -------------- | --------------- | ------------------------ | --------------------------------------------- | ------------------- | -------------------- | ----------------------------------------------- |
| Lâu đài Coaner | Di tích Lâu đài | Sant Joan de Vilatorrada | 41°49′58″B 1°42′48″Đ / 41,832681°B 1,713229°Đ | RI-51-0005659       | 08-11-1988           | Castillo de Coaner · Upload image               |
| Tháp           | Di tích Tháp    | Sant Joan de Vilatorrada | 41°46′35″B 1°47′26″Đ / 41,77629°B 1,790467°Đ  | RI-51-0005228       | 08-11-1988           | La Torre (San Juan de Torruella) · Upload image |

#### Sant Mateu de Bages(Sant Mateu de Bages)
| Tên                      | Dạng                                | Địa điểm           | Tọa độ                                        | Số hồ sơ tham khảo? | Ngày nhận danh hiệu? | Hình ảnh                                 |
| ------------------------ | ----------------------------------- | ------------------ | --------------------------------------------- | ------------------- | -------------------- | ---------------------------------------- |
| Lâu đài Castelltallat    | Di tích Kiến trúc phòng thủ Lâu đài | San Mateo de Bages | 41°47′38″B 1°37′57″Đ / 41,793932°B 1,632386°Đ | RI-51-0005661       | 08-11-1988           | Castillo de Castelltallat · Upload image |
| Lâu đài Claret Cavallers | Di tích Lâu đài                     | San Mateo de Bages | 41°49′18″B 1°38′48″Đ / 41,821647°B 1,646556°Đ | RI-51-0005660       | 08-11-1988           | Upload image                             |
| Lâu đài San Mateo        | Di tích Lâu đài                     | San Mateo de Bages | 41°48′04″B 1°44′31″Đ / 41,801076°B 1,741831°Đ | RI-51-0005658       | 08-11-1988           | Castillo de San Mateo · Upload image     |
| Tòa nhà Fortificado Sala | Di tích Lâu đài                     | San Mateo de Bages | 41°49′12″B 1°43′50″Đ / 41,819967°B 1,730498°Đ | RI-51-0005663       | 08-11-1988           | Upload image                             |
| Castellot                | Di tích Lâu đài                     | San Mateo de Bages | 41°47′58″B 1°38′07″Đ / 41,799381°B 1,635361°Đ | RI-51-0005662       | 08-11-1988           | Upload image                             |

#### Sant Vicenç de Castellet(Sant Vicenç de Castellet)
| Tên                                       | Dạng            | Địa điểm                 | Tọa độ                                       | Số hồ sơ tham khảo? | Ngày nhận danh hiệu? | Hình ảnh                             |
| ----------------------------------------- | --------------- | ------------------------ | -------------------------------------------- | ------------------- | -------------------- | ------------------------------------ |
| Lâu đài Castellet (San Vicente Castellet) | Di tích Lâu đài | Sant Vicenç de Castellet | 41°39′50″B 1°51′02″Đ / 41,66375°B 1,850694°Đ | RI-51-0005681       | 08-11-1988           | Castillo de Castellet · Upload image |

#### Santa Maria d'Oló(Santa Maria d'Oló)
| Tên            | Dạng            | Địa điểm          | Tọa độ                                        | Số hồ sơ tham khảo? | Ngày nhận danh hiệu? | Hình ảnh                          |
| -------------- | --------------- | ----------------- | --------------------------------------------- | ------------------- | -------------------- | --------------------------------- |
| Lâu đài Aguiló | Di tích Lâu đài | Santa Maria d'Oló | 41°53′34″B 2°01′40″Đ / 41,892766°B 2,027886°Đ | RI-51-0005705       | 08-11-1988           | Castillo de Aguiló · Upload image |
| Lâu đài Oló    | Di tích Lâu đài | Santa Maria d'Oló | 41°52′13″B 2°02′03″Đ / 41,870267°B 2,034171°Đ | RI-51-0005704       | 08-11-1988           | Castillo de Oló · Upload image    |
| Tháp Torra     | Di tích Tháp    | Santa Maria d'Oló |                                               | RI-51-0005706       | 08-11-1988           | Torre la Torra · Upload image     |

#### Súria(Súria)
| Tên                        | Dạng                  | Địa điểm | Tọa độ                                        | Số hồ sơ tham khảo? | Ngày nhận danh hiệu? | Hình ảnh                                         |
| -------------------------- | --------------------- | -------- | --------------------------------------------- | ------------------- | -------------------- | ------------------------------------------------ |
| Lâu đài Suria              | Di tích Lâu đài       | Súria    | 41°50′06″B 1°45′06″Đ / 41,835092°B 1,75175°Đ  | RI-51-0005724       | 08-11-1988           | Castillo de Suria · Upload image                 |
| Recinto Pueblo Viejo Suria | Di tích Casco antiguo | Súria    | 41°50′05″B 1°45′06″Đ / 41,834647°B 1,751652°Đ | RI-51-0005725       | 08-11-1988           | Recinto del Pueblo Viejo de Suria · Upload image |
| Tháp Salipota              | Di tích Tháp          | Súria    | 41°49′55″B 1°44′42″Đ / 41,83198°B 1,74492°Đ   | RI-51-0005726       | 08-11-1988           | Upload image                                     |

### T

#### Talamanca (Barcelona)
| Tên               | Dạng            | Địa điểm              | Tọa độ                                        | Số hồ sơ tham khảo? | Ngày nhận danh hiệu? | Hình ảnh                             |
| ----------------- | --------------- | --------------------- | --------------------------------------------- | ------------------- | -------------------- | ------------------------------------ |
| Lâu đài Talamanca | Di tích Lâu đài | Talamanca (Barcelona) | 41°44′21″B 1°58′35″Đ / 41,739131°B 1,976397°Đ | RI-51-0005729       | 08-11-1988           | Castillo de Talamanca · Upload image |